# Stadtwerke Trossingen
Die Stadtwerke Trossingen GmbH (SWTro) sind der lokale Dienstleister für die Versorgung mit Strom, Erdgas, Fernwärme und Wasser der Stadt Trossingen in Baden-Württemberg. Zusätzlich übernehmen sie auch die Abwasserentsorgung. Außerdem fungiert das Unternehmen als Eisenbahninfrastrukturunternehmen (EIU) für die Trossinger Eisenbahn.
Unter dem Leitmotiv „Zuverlässig … zukunftsorientiert … für die Region!“ streben die Stadtwerke danach, das Vertrauen ihrer Kunden zu gewinnen und ihnen einen erstklassigen Service zu bieten.
2018 feierten die Stadtwerke Trossingen ihr 120-jähriges Bestehen, was ihre langjährige Erfahrung und Stabilität unterstreicht. Mit einem vielfältigen Angebot an Produkten und Dienstleistungen sichern sie die grundlegenden Bedürfnisse der Bevölkerung in Trossingen hinsichtlich Energie, Wasser und Wärmeversorgung. Als erster Ansprechpartner in allen versorgungstechnischen Belangen verstehen sich die Stadtwerke als Dienstleister, der seinen Kunden mit fundierter Beratung und zuverlässiger Lieferung zur Seite steht. Der direkte Kontakt vor Ort mit qualifizierten und geschulten Ansprechpartnern ist ein zentraler Bestandteil ihrer Kundenorientierung. Die Verantwortung für die Stadt Trossingen und ihre Bürger nehmen sie ernst.
Dank eines neuen, modernen Firmengebäudes sind die Stadtwerke Trossingen gut für die zukünftigen Herausforderungen gerüstet. Das neue Bürogebäude befindet sich in der Christian-Messner-Straße 2–6.
Als kommunales Unternehmen engagieren sich die Stadtwerke stark für die Region. Sie unterstützen zahlreiche lokale Vereine sowie kulturelle, sportliche und soziale Projekte. Ein Beispiel hierfür ist die EnTroTainment-Konzertreihe, die sie seit Jahren finanziell unterstützen.
Seit 2024 ist Karsten Kühn Geschäftsführer der Stadtwerke Trossingen. 

## Geschichte
2024: Bestellung von Hr. Karsten Kühn zum neuen Geschäftsführer
2018: Fertigstellung und Bezug des neu errichteten Verwaltungsgebäudes in der Christian-Messner-Straße 2–6 in Trossingen
2013: Rückkauf der EnTro-Anteile von der Stadtwerke Villingen-Schwenningen GmbH. Somit befindet sich die EnTro wieder zu 100 % im Besitz der Stadtwerke Trossingen
2012: Auslagerung des Geschäftsbereiches Wasserversorgung in den Eigenbetrieb Wasser und Abwasser Trossingen
2011: Errichtung einer eigenen Stromeinspeisestelle am Umspannwerk "UW Steinen"
2010: Ausbau des Erdgasnetzes und Erschließung des Teilortes Schura
2005: Erweiterung des Standortes Bahnhofstraße 9 mit der Eröffnung des Kundencenters. Am 1. Dezember 2005 wird die Tiefgarage in Betrieb genommen
2003: Am 13. Juli 2003 stellt die Trossinger Eisenbahn den öffentlichen Fahrbetrieb ein. Am 9. Oktober desselben Jahres wird der Ringzugbetrieb aufgenommen und die Hohenzollerische Landesbahn (HzL) übernimmt den Fahrbetrieb auf den Strecken der Trossinger Eisenbahn
2001: Stadtwerke werden zur GmbH. Gründung der Energieversorgung (EnTro) mit den Betriebszweigen Strom und Wärme
1997: Übernahme des Stromnetzes im Teilort Schura und der dortigen Versorgung durch die Stadtwerke
1983: Hinzukommen des Fernwärmebereichs
1948: Beschluss zur Umstellung der Energieversorgung von Gleich- auf Wechselstrom. In den Folgejahren wird der Ausbau des Stromverteilnetzes vorangetrieben
1925: Einstellung der Strom-Eigenerzeugung
1909: Übergang der Bahn und des E-Werkes in den Besitz der Gemeinde Trossingen